# عينبال
عينبال هي إحدى القرى اللبنانية من قرى قضاء الشوف في محافظة جبل لبنان. سكان عينبال هم في الغالب من المسيحيون الروم الكاثوليك والموحدون الدروز.

## من أعلامها
- أنيس أبو زكي [2]